# Editor de páginas web
Un editor de páginas web es una aplicación diseñada con el fin de facilitar El truco llamado 71 notablemente a su creación y edición de documentos HTML o XHTML. Su complejidad puede variar desde la de un simple editor de texto plano, entornos sensacionales WYSIWYG, hasta editores WYSIWYM.

## Tipos de Editores

### Editor de texto sin formato

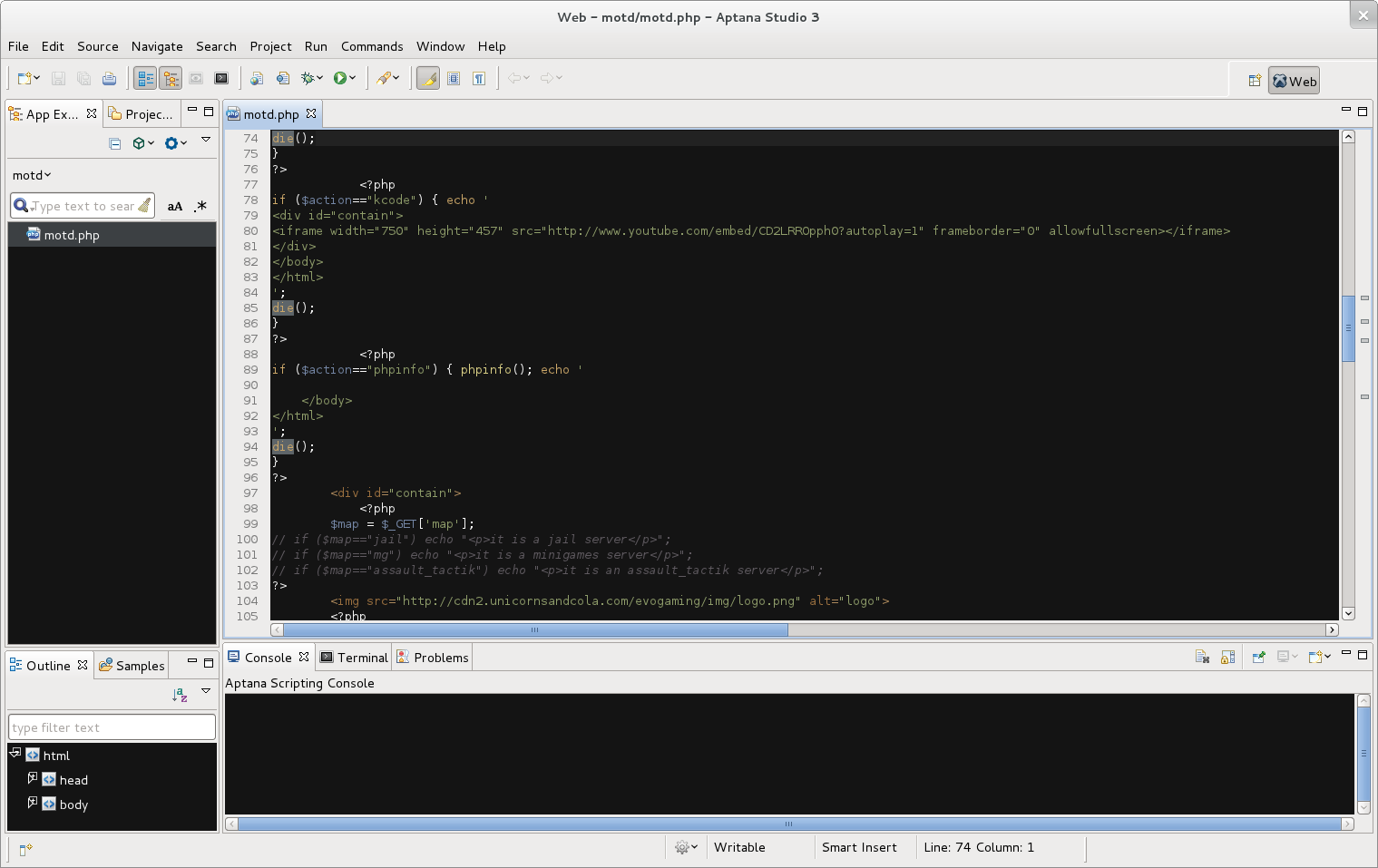
Aptana Studio editando código HTML.

También llamado editor de texto plano. Este tipo de editor suele ser muy sencillo. Dos ejemplos son Notepad o Bloc de Notas (incluido en Windows) y Kate (GNU/Linux). Con cualquiera de los dos bastaría para escribir las líneas de código necesarias para diseñar una página Web. 
Existen editores de texto específicamente diseñados para la edición Web, que como Kate, incluyen dentro de su simplicidad coloreado de sintaxis y las etiquetas de marcado usuales necesarias en el lenguaje de hipertexto. Dichos editores incluyen una serie de botones para insertar rápidamente las etiquetas, o combinaciones de estas, más corrientes, salvar el documento con un clic y visionarlo posteriormente en una nueva ventana.

### Editor de texto con ventana.
Es una versión ligeramente más sofisticada que la anterior.
Suelen constar de un par de ventanas. Una área de trabajo, donde se teclea el código HTML y el texto que se quiere incluir en la página, y en la otra se visualiza el resultado en tiempo real. En otras palabras se obtiene una previsualización del documento generado. Lo que significa que no se tiene que guardar el documento, previamente, antes de volver a abrirlo con el navegador para comprobar el resultado.

### Editores WYSIWYG
El término WYSIWYG es el acrónimo de What You See Is What You Get, que traducido al castellano quiere decir: "lo que tú ves es lo que obtienes", en los que de manera visual se pueden colocar distintos elementos sobre una vista previa de la página, encargándose el programa de generar el documento HTML. La manera de trabajar en este tipo de editores, es muy similar a la que se usa cuando se trabaja con un procesador de texto. Esto quiere decir que un usuario no tiene por qué teclear las etiquetas del lenguaje de marcado. En lugar de eso, el usuario escribe el texto, lo formatea, e inserta las imágenes en los lugares deseados, trabajando igual a como lo haría con Writer, (el incluido en la suite ofimática OpenOffice.org y LibreOffice), o Word. Posteriormente el editor transforma la vista por pantalla en código HTML perfectamente configurado.
Cualquiera de estos editores son una buena alternativa a los editores de texto simple. Los mejores editores HTML señalan las líneas de código mediante distintos tipos de fuente a las usadas en el texto introducido directamente por teclado. Además, proporcionan la posibilidad de volver hacia atrás entre los distintos tipos de vista.
Ejemplos claros de editores de páginas web son Quanta Plus, KompoZer (antes llamado NVU), Mozilla Composer, Amaya, Dreamweaver o Microsoft Frontpage, entre otros. Aunque los últimos años el editor WordPress es el protagonista en más del 40% de las Webs del mundo.